# Elsevier

Logo wydawnictwa

Elsevier – firma zajmująca się analizą i udostępnianiem danych oraz informacji naukowej. Jednocześnie jedno z największych światowych wydawnictw naukowych. Publikuje głównie książki i czasopisma naukowe z dziedziny nauk przyrodniczych, medycznych i ścisłych. Jest ono częścią RELX Group i ma siedzibę w Amsterdamie oraz filie w USA, Wielkiej Brytanii i kilkunastu innych krajach.
Rocznie Elsevier publikuje 430 tys. artykułów w około 2500 czasopism naukowych. Łącznie pod szyldem tego wydawnictwa ukazało się ponad 13 milionów artykułów i ponad 30 tys. e-książek. Roczna liczba pobrań publikacji sięga 900 milionów.

## Dzisiejsza firma
Współczesne przedsiębiorstwo Elsevier zostało założone w Rotterdamie w 1880 roku. Nazwa przedsiębiorstwa nawiązuje do historycznego Domu Elzevirów, choć między domem Elzevirów, a współczesnym przedsiębiorstwem nie ma żadnej bezpośredniej ciągłości. Czołowe publikacje wydawnictwa to m.in. czasopisma „The Lancet”, „Cell” i grupa „Tetrahedron” („Tetrahedron”, „Tetrahedron Letters” i „Tetrahedron Asymmetry”), a także m.in. „Gray’s Anatomy”.
Firma jest właścicielem i twórcą rozwiązań i narzędzi on-line dla naukowców i pracowników sektora akademickiego. Pośród najpopularniejszych rozwiązań znajdują się:
- platforma on-line ScienceDirect, za pośrednictwem której można uzyskać dostęp do artykułów i książek Elsevier. Dostęp zależy od wykupionej licencji.
- naukowa baza danych Scopus, gromadząca dane bibliograficzne z recenzowanej literatury naukowej,
- narzędzie SciVal(inne języki) do oceny wyników prowadzonej działalności naukowej,
- platforma Reaxys dla chemików i naukowców z pokrewnych dziedzin,
- narzędzie Mendeley, służące do zarządzania, organizacji i dzielenia się literaturą.

Polski oddział firmy znajduje się w Warszawie.